# شیپ‌شیفت
شیپ‌شیفت (انگلیسی: ShapeShift) شرکت خدمات مالی سوئیسی است، که در سال ۲۰۱۴ تأسیس شد.